# Kapoor and Sons
Pour plus de détails, voir Fiche technique et Distribution.
Kapoor and Sons est un film indien réalisé par Shakun Batra, sorti en 2016.

## Synopsis
Deux frères se retrouvent auprès de leur grand-père qui vient de faire un arrêt cardiaque.

## Fiche technique
- Titre : Kapoor and Sons
- Réalisation : Shakun Batra
- Scénario : Shakun Batra et Ayesha DeVitre
- Musique : Badshah, Tanishk Bagchi, Benny Dayal, Amaal Mallik, Arko Pravo Mukherjee, Nucleya et Sameer Uddin
- Photographie : Jeffery F. Bierman et Donald McAlpine
- Montage : Shivkumar V. Panicker
- Production : Hiroo Johar, Karan Johar et Apoorva Mehta
- Société de production : Dharma Productions
- Pays :  Inde
- Genre : Comédie dramatique et romance
- Durée : 132 minutes
- Dates de sortie : 
  -  Inde : 18 mars 2016

## Distribution
- Rishi Kapoor : Amarjeet Kapoor
- Rajat Kapoor : Harsh Kapoor, le père
- Ratna Pathak Shah : Sunita Kapoor, la mère
- Fawad Khan : Rahul Kapoor
- Sidharth Malhotra : Arjun Kapoor
- Alia Bhatt : Tia Malik
- Anuradha Chandan : Anu
- Vikram Kapadia : Shashi Chacha
- Anahita Oberoi : Neetu Chachi
- Aakriti Dobhal : Bunkoo
- Rupa Kamath : Timmy Masi
- Pradeep Pradhan : Kishore
- Sukant Goel : Wasim
- Aalekh Kapoor : Sahil

## Distinctions
Le film a été nommé pour six International Indian Film Academy Awards et en a remporté deux : Meilleur chorégraphie et Meilleur scénario.